# Bohuslav Jan Horáček
Bohuslav Jan Horáček (4. prosince 1924 Radvánovice – 18. října 2002 Stuttgart) byl český mecenáš, jehož podpora směřovala zejména do oblasti jeho rodného Českého ráje. V letech 1949 až 1990 žil v emigraci, kde podnikal mimo jiné jako hoteliér, a po návratu založil několik nadací.

## Život
Narodil se v Radvánovicích jako nejmladší z osmi dětí. Otec brzy zemřel, a tak malý Bohuslav musel již odmalička pomáhat
v malém hospodářství; zažil chudobu i hlad. Obecnou školu navštěvoval v Přáslavicích a potom až do kvarty chodil do školy na Výšince. Z ní postoupil na obchodní akademii, tehdy čerstvě přemístěnou exportní školu z Jablonce nad Nisou, zaměřenou mimo jiné na výuku jazyků. Zde se začal učit angličtině a francouzštině, později ještě rozvíjel znalosti jazyka italského a španělského. Maturoval s vyznamenáním 17. března 1943 a několik dní poté byl totálně nasazen na nucené práce do Liberce. Odtud později utekl, skrýval se v lesích a ke konci války se zapojil do povstání v Turnově. Jelikož rád sportoval, především s oblibou skákal na lyžích, dostal se (dle jeho slov) do širšího reprezentačního výběru na olympiádu v norském Oslo 1952. Tam už ale kvůli emigraci neodjel. Po únorovém puči r. 1948 byl jako vysokoškolák zatčen a odsouzen. Mimo jiné nesměl po dobu šesti měsíců skládat zkoušky na vysoké škole. Již tehdy dobře viděl, že pro své demokratické smýšlení by nikdy neměl v Československu žádné šance. V květnu 1949 emigroval do válkou rozbitého Německa, kde začal obchodovat. Začátky podnikání nebyly snadné a první pozitivní výsledky se dostavily až po obchodním partnerství s bývalým spolužákem, který tou dobou již působil v Brazílii. Začátek velice usnadnila jeho finanční výpomoc, za kterou Horáček v Německu nakoupil bižuterii. Za nějaký čas vybudoval velkoobchod s bižuterií a granátovými šperky a začal se zabývat i exportní činností. Hlavní oblastí vývozu se stala Latinská Amerika, kde spolupracoval s několika svými spolužáky, kteří již byli usazeni v USA, Brazílii a Argentině. Podnikání v dalších letech rozšířil na jeden z největších zlatnických a šperkařských podniků ve Stuttgartu.
Od útlého věku sportoval hrál fotbal, tenis lyžoval a skákal na lyžích. Jednou si při rekreačním lyžování přivodil zranění achilovek. Pro rehabilitaci hledal teplé kraje. Tak se dostal na tehdy ještě panenské Kanárské ostrovy. V nejlepší poloze u moře investoval do stavby hotelu, později přibyl druhý a nakonec zde stálo šest Horáčkových hotelových zařízení. B. J. Horáček tak zcela opustil podnikání ve zlatě a naplno rozvinul své schopnosti v hoteliérství.
Od počátku devadesátých let se po dlouhých desetiletích pravidelně, na kratší či delší návštěvy vracel domů. Z peněz z prodeje hotelů postupně financoval prospěšné projekty, které jsou a budou chloubou Českého ráje. V roce 2000 založil pan Horáček Nadaci Bohuslava Jana Horáčka Českému ráji, která realizuje řadu obecně prospěšných projektů pro region Českého ráje: školství a vzdělávání, ochranu přírodního prostředí, památek a tradic, podporu sociálních a zdravotních programů, tělovýchovy a sportu atd. Součástí je i udělování nadačních cen PRAEMIUM BOHEMIAE laureátům z celé České republiky.
Horáčkovy miliony eur uložené na švýcarských kontech se po smrti majitele nevysvětlitelně poztrácely v neprospěch rodiny i jím založené nadace.

## Pocty

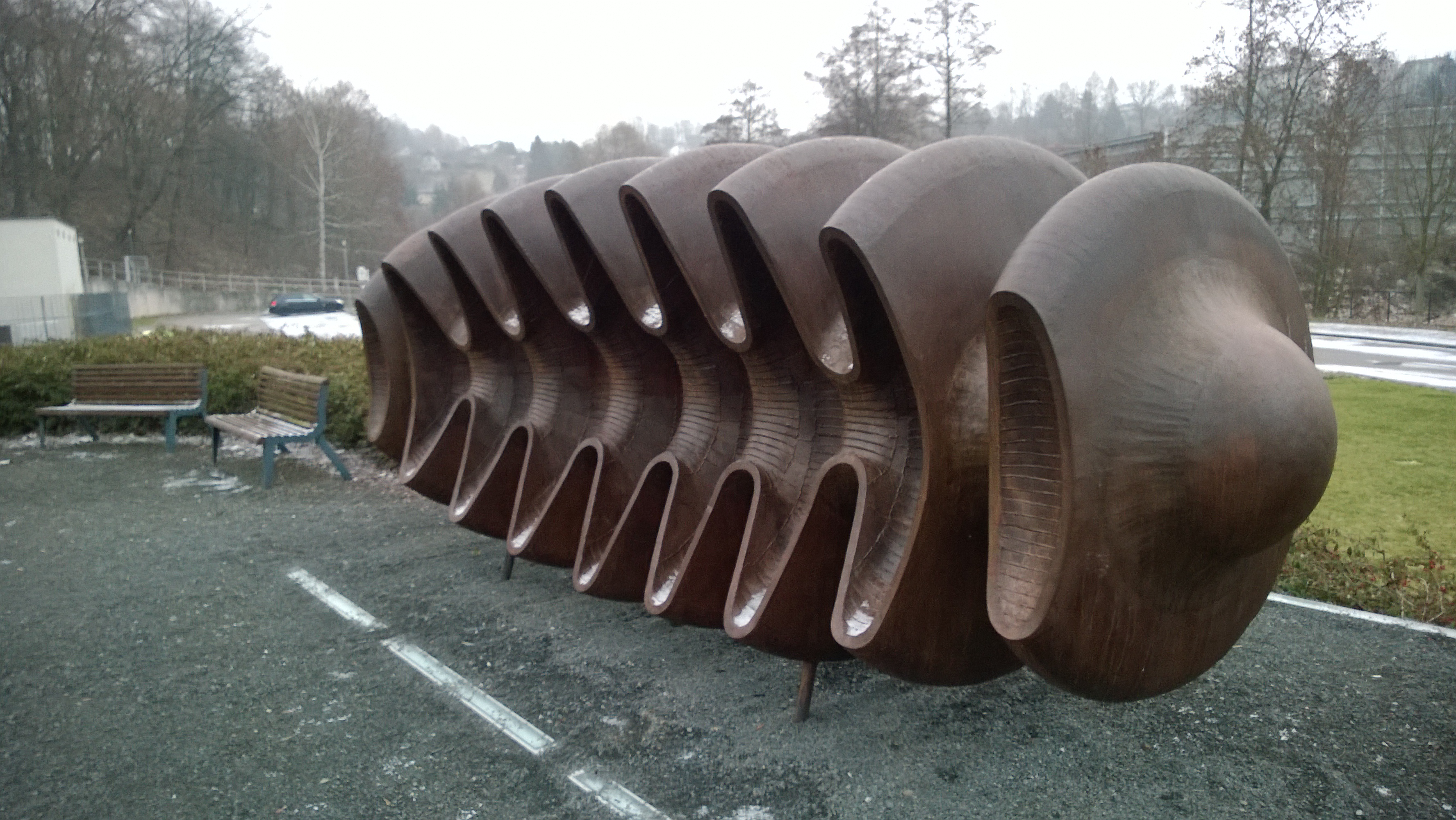
Realizace Tvar, pocta B. J. Horáčkovi, odhalená roku 2012

28. října 2002, deset dní po jeho smrti, prezident Václav Havel předal in memoriam Bohuslavovi Janu Horáčkovi medaili Za zásluhy třetího stupně. Na Pražském hradě toto ocenění převzal jeho synovec Ivan.